# 恩泽医院站
恩泽医院站是台州市域铁路S1线的一个车站，位于中华人民共和国浙江省台州市路桥区桐屿街道财富大道与桐阳路交叉口处北侧。该站于2022年12月28日启用。

## 车站结构
本站为地下二层岛式车站，建筑面积约1.5万平方米。

### 车站楼层
| 地下一层 | 站厅     | 售票机、客服中心、商店、警务室、安检设施             |  |  |
| 地下二层 | 一站台   | S1线 城南方向（下站：台州汽车南站/快车：温岭火车站） |  |  |
|          | 岛式站台 |                                                      |  |  |
|          | 二站台   | S1线 台州火车站方向（下站：锦泰/快车：学院路）       |  |  |

### 站台
本站设有一个岛式站台，位于财富大道的地底。

### 出入口
- A出入口：财富大道（东）、路桥大道（西）、恩泽医院、恒大板材市场
- B出入口：财富大道（西）、印山路、桐新路、新一佳购物广场
- C出入口：财富大道（西）、桐杨路（北）、桐屿综合菜市场、鹏盛嘉苑、桐屿街道中心小学、中海云麓世家
- D出入口：财富大道（东）、桐杨路（北）、恩泽医院、富通家园、绿情一品

## 接驳交通
- 公交站点：恩泽医院南（临近D口）、桐屿小学（临近C口）
- 公交线路：236/236B路（恩泽医院南-院桥车站）[註 1]、320路（恩泽医院南-广化寺）[4]

## 历史
本站在规划和施工阶段名为腾达路站。2022年6月29日，本站由“腾达路站”更名为“恩泽医院站”。

### 大事记
- 2020年4月9日，本站首段基坑提前见底，并顺利通过监理组织的车站基槽验收会[6]。
- 2020年4月27日，本站主体结构底板及防水首件验收通过[7]。
- 2020年11月30日，本站至客运南站[註 3]区间右线盾构顺利始发[8]。
- 2021年5月12日，本站至客运南站[註 3]区间右线盾构顺利贯通[9]。
- 2021年6月28日，本站附属结构深基坑开挖与支护安全专项方案评审顺利通过[10]。